# Copidosoma fasciatum
Copidosoma fasciatum är en stekelart som först beskrevs av Girault 1913.  Copidosoma fasciatum ingår i släktet Copidosoma och familjen sköldlussteklar. Inga underarter finns listade i Catalogue of Life.